# Clutton, Somerset
Clutton är en ort och en civil parish i Storbritannien.   Den ligger i kommunen Bath and North East Somerset och riksdelen England, i den södra delen av landet, 170 km väster om huvudstaden London. Clutton ligger 120 meter över havet och antalet invånare är 2 739.
Terrängen runt Clutton är platt åt nordost, men åt sydväst är den kuperad. Runt Clutton är det ganska tätbefolkat, med 144 invånare per kvadratkilometer. Närmaste större samhälle är Bristol, 14,4 km norr om Clutton. Trakten runt Clutton består i huvudsak av gräsmarker.